# Гилви Сиюрдсон
Гилви Сиюрдсон (на исландски: Gylfi Þór Sigurðsson) е професионален исландски футболист, полузащитник, настоящ играч на исландския Викингур Рейкявик и националния отбор на Исландия.

## Клубна кариера
Започва да тренира футбол във ФХ в родния си Рейкявик, преди през 2005 да се премести в академията на английския Рединг. През 2008 подписва и първия си професионален договор с отбора.
Сигурдсон прави дебюта си в началото на сезон 2008 – 09. За да натрупа опит е изпратен под наем в Шрюсбъри. След това се завръща в Рединг, но не успява да помогне на отбора да се спаси от изпадане във Втора лига.
През сезон 2009 – 10 изиграва 44 мача, в които отбелязва 21 гола. Силното му представяне предизвиква интерес от страна на клубове от Висшата лига, но Сигурдсон предпочита да остане в Рединг за още един сезон.
През сезон 2010 – 11 отбелязва дебютния си гол при домакинска загуба с 1 – 2 от Скънтроп. На 28 август отбелязва гол от малък ъгъл в мач срещу Лестър. През вечерта след мача в исландските медии се появява информация, че Сигурдсон е пътувал до Германия, за да премине медицински прегледи в Хофенхайм. На 31 август 2010 г. трансферът е официално обявен от Рединг, като сумата по него възлиза на £6,5 милиона паунда.

### Хофенхайм
Сигурдсон прави дебюта си за Хофенхайм на 10 септември 2010, влизайки като резерва при победата с 2 – 0 над Шалке 04. Седмица по-късно отбелязва и дебютния си гол, при равенство 2 – 2 срещу Кайзерслаутерн.
На 25 май 2011 г. е избар на играч на сезона. Въпреки че изиграва само 13 мача, те са достатъчни, за да отбележи 10 гола. През първата половина на сезон 2011 – 12 играе рядко, вследствие на което напуска отбора.

### Суонзи Сити
На 1 януари 2012 г. е обявено, че Сигурдсон ще премине под наем в състезаващия се в Английската висша лига Суонзи Сити. Прави дебюта на 15 януари, като прави асистенция за победния гол в мача срещу Арсенал. На 4 февруари отбелязва първия си гол в мач срещу Уест Бромич. Заради добрите си игри, е избар за Играч на месец март, превръщайки се в първия исландец, печелил наградата. На 28 май ръководството на Суонзи се съгласява да плати £6,8 милиона паунда за постоянен трансфер на Сигурдсон, но сделката се проваля поради преминаването на треньора Брендън Роджърс в Ливърпул.

### Тотнъм
На 4 юли 2012 г. Сигурдсон се присъединява към Тотнъм за сумата от £8,8 милиона паунда. На 26 септември отбелязва първия си гол в официален мач – срещу Карлайл. На 25 февруари 2013 г. отбелязва първия си гол във Висшата лига, при победата на своя отбор с 3 – 2 срещу Уест Хем. В следващия мач прави асистенция на Гарет Бейл за победния гол срещу Арсенал.

### Суонзи Сити
През юли 2014 г. е обявено, че Сигурдсон ще се присъедини към бившия си клуб – Суонзи, като част от бартер между двата отбора. В първия мач за сезон 2014 – 15 отбелязва гол за победата като гост срещу Манчестър Юнайтед, като по този начин Юнайтед започва сезона си със загуба за пръв път след 1972 година. През следващите 2 мача Сигурдсон продължава със силната си игра, правейки общо 3 асистенции. На 9 ноември 2014 г. отбелязва гол от 25 метра за победата с 2 – 1 срещу Арсенал.

## Национален отбор
През годините Сигурдсон играе за различните младежки национални отбори.
През май 2010 г. прави дебюта си за първия отбор, при победа с 4 – 0 срещу Андора.
На 13 октомври 2014 г. Исландия побеждава Холандия с 2 – 0 в европейска квалификация, като Сигурдсон отбелзва и двата гола за своя отбор. Във втория мач между двата отбора, на Амстердам Арена, Сигурдсон отново помага на своя отбор, като вкарва гол от дузпа, който се оказва и победен.
На 10 май 2016 г. излиза официалният състав на Исландия за Евро 2016, като Сигурдсон е част от отбора.